# USA's forsvarsministerium
 For alternative betydninger, se Forsvarsministeriet (flertydig). (Se også artikler, som begynder med Forsvarsministeriet)
USA's forsvarsministerium (engelsk: United States Department of Defense forkortes DoD) er et føderalt ministerium. Forsvarsministeriet har ansvar for USAs forsvar og administrerer det amerikanske militær.
Forsvarsministeriet har til huse i det meste af Pentagon i Washington D.C.
Der er over 700.000 civilt ansatte og over 1,4 millioner militært ansatte. Den højeste stilling i Forsvarsministeriet er forsvarsministeren (Secretary of Defense). Forsvarsminister er Pete Hegseth (udnævnt d. 25. Januar 2025). Forsvarsministeriet råder over verdens største militære budget som blev officielt i januar 2012: 553 milliarder USD.

## Historie
Den 19. december 1945 foreslog præsident Harry S. Truman at samle alle USA's militære værn i et ministerium, men pga. modstand mod at samle al magt et sted, blev det først endeligt vedtaget i 1947. Tidligere havde flåden været en uafhængig organisation.

## Relaterede ministerier
Forsvarsministeriet er paraplyorganisation for tre andre ministerier:
- Department of the Army (hærministeriet).
- Department of the Navy (marineministeriet).
- Department of the Air Force (luftvåbenministeriet).

Udover disse styrer DoD også flere forbunds-agenturer såsom:
- Ballistic Missile Defense Organization (BMDO).
- Defense Advanced Research Projects Agency (DARPA).
- Defense Intelligence Agency (DIA).
- National Geospatial-Intelligence Agency (NGA).
- National Security Agency (NSA).

## Tidligere forsvarsministre
- William Cohen (1997–2001)
- Donald Rumsfeld (1975–77, 2001–06)
- Robert Gates (2006–11)
- Leon Panetta (2011–13)
- Chuck Hagel (2013–15)
- Ashton Carter (2015–17)
- James Mattis (2017–19)